# Cycloïde

Le point mobile engendre une cycloïde droite.

La cycloïde , aussi appelée roue d'Aristote ou roulette de Pascal, est une courbe plane transcendante, trajectoire d'un point fixé à un cercle qui roule sans glisser sur une droite ; elle a été appelée cycloïde pour la première fois par Jean de Beaugrand. Il s'agit donc d'une roulette, ou courbe cycloïdale particulière dont la directrice est une droite et dont le point générateur est situé sur le cercle lui-même ; c'est un cas particulier de trochoïde.
Alors que le chewing-gum (point directeur) collé sur le pneu d'une roue de vélo décrit une cycloïde parce qu'il entre en contact avec la chaussée (directrice) à chaque tour de roue, la valve (point directeur) d'une roue de vélo avançant en ligne droite décrit une trochoïde qui n'est pas une cycloïde car elle n'entre pas en contact avec la chaussée (directrice).

## Étymologie et histoire
Le mot vient du grec κύκλος, (« cercle, roue ») et du radical -ειδος, (« en forme de, semblable à »), bien que cette courbe n'ait pas été connue des Grecs. Selon Torricelli, son maître Galilée aurait été le premier à étudier cette courbe et à lui donner ce nom, en 1599, mais d'après John Wallis, sa construction aurait été mentionnée par Charles de Bovelles, et même encore auparavant au XVe siècle par Nicolas de Cues alors qu'il s’essayait à la quadrature du cercle. Moritz Cantor dément toutefois cette dernière assertion et confirme que Bovelles est le premier à mentionner le problème de la courbe décrite par un point d'une roue roulant sur un plan.
Toujours est-il qu’en 1626, Mersenne en reprit l'étude et essaya, sans succès, de déterminer l'aire sous une arche de cycloïde. « Galilée l'avait étudié auparavant : il s'était même occupé de déterminer, par une curieuse méthode empirique, le rapport de la surface d'une arche de cycloïde à la surface du cercle qui l'engendre : pour cela, il avait réalisé, en métal, aussi parfaitement que possible, les deux surfaces, et les avait pesées ; il trouva que l'aire de l'arche vaut trois fois celle du cercle générateur, résultat exact, malgré la bizarrerie du procédé. » Il faudra attendre 1634 pour que Roberval, un membre de l'académie de Mersenne, démontre, mathématiquement cette fois, que cette aire est égale à trois fois l'aire du cercle qui l'a engendrée. Descartes, qui fut consulté sur ce calcul, le trouva intéressant mais trivial.
La cycloïde et le calcul de ses propriétés furent alors l'objet de défis constants entre mathématiciens, si bien qu'elle fut surnommée « l'Hélène des géomètres. » Après Descartes, Pascal (sous le pseudonyme de Dettonville) offrit un prix à qui résoudrait deux problèmes liés à la cycloïde et au mouvement du pendule. En 1658, Christopher Wren démontra que la longueur d'une arche de cycloïde est égale à quatre fois le diamètre du cercle qui l'a générée. En 1656-1659, Christian Huygens étudie ses propriétés isochrones et les applique à la conception d'une horloge dans laquelle le pendule est suspendu entre deux lames correctement recourbées (« joues ») pour obtenir l'isochronisme du battement, préalable indispensable pour permettre la construction d'horloges marines et donc la détermination du « secret des longitudes ». Enfin, ses propriétés brachistochrones furent étudiées à partir de 1696 par Jean Bernoulli, puis par Isaac Newton, Gottfried Wilhelm Leibniz, Jacques Bernoulli et le marquis L'Hôpital. Il s'agissait d'un des premiers problèmes de variations, et son étude fut le point de départ de l'élaboration du calcul des variations.

## Définition mathématique
La courbe peut être définie paramétriquement par l'équation suivante :
{\displaystyle \left\{{\begin{matrix}x(\theta )=R(\theta -\sin \ \theta )\\y(\theta )=R(1-\cos \ \theta )\end{matrix}}\right.},
ce qui correspond (sur un intervalle convenable) à  l'équation cartésienne
{\displaystyle x/R=\arccos(1-y/R)-\sin(\arccos(1-y/R))=\arccos(1-y/R)-{\sqrt {2y/R-y^{2}/R^{2}}}}.
- On peut également la définir par une équation intrinsèque :

{\displaystyle R_{c}^{2}+s^{2}=16R^{2}}, où {\displaystyle R_{c}\,} représente le rayon de courbure, {\displaystyle s\,} l'abscisse curviligne et {\displaystyle R\,} le rayon du cercle.

## Propriétés et applications

La cycloïde rouge est la développée de la bleue.

### Propriétés générales
Une arche de cycloïde a une longueur de 8R et une aire de 3πR². Le calcul de la longueur est proposé dans l'article « Longueur d'un arc ».
La courbe formée d'une arche de cycloïde, supposée de masse linéique constante, a pour centre de gravité G(πR ; 4/3 R).
Le domaine situé sous une arche de cycloïde, supposé de masse surfacique constante, a pour centre de gravité G(πR ; 5/6 R).
La roulette de la pointe d'une cardioïde roulant sur une cycloïde de même longueur est rectiligne.
La radiale de la cycloïde est un cercle de rayon 2R.
La développée de la cycloïde est une cycloïde translatée (cf. figure).

### Courbe brachistochrone

Courbe brachistochrone

La cycloïde est une courbe brachistochrone au sens de Roberval, c'est-à-dire qu'elle représente la courbe sur laquelle doit glisser sans frottement et sans vitesse initiale, un point matériel pesant placé dans un champ de pesanteur uniforme, de sorte que son temps de parcours soit minimal parmi toutes les courbes joignant deux points fixés. Autrement dit, c'est la courbe de descente la plus rapide pour aller d'un point A à un point B.

### Courbe tautochrone

La cycloïde est une courbe tautochrone. Les flèches bleues représentent l'accélération. Dans le graphique, t est le temps et s l'abscisse curviligne parcourue.

La demi-arche de cycloïde est également une courbe tautochrone, c'est-à-dire une courbe telle que tout point matériel lâché sans vitesse initiale sur la courbe arrive en un point donné (celui ayant la plus basse altitude pour la cycloïde) en un temps indépendant du point de départ.

### Courbe isochrone
Elle est enfin une courbe isochrone au sens de Huygens, c'est-à-dire telle qu'un point matériel se déplaçant sans frottement sur elle a un mouvement périodique dont la période est indépendante de la position initiale.
Ces deux dernières propriétés, ainsi que le fait que la développée d'une cycloïde soit aussi une cycloïde, expliquent son utilisation dans la conception de pendules cycloïdaux en horlogerie.

### Autres propriétés remarquables
La trajectoire d'une particule soumise sans vitesse initiale à un champ électrique et un champ magnétique orthogonaux uniformes est une cycloïde orthogonale au champ magnétique.
Des propriétés caustiques particulières font que la cycloïde est également utilisée en optique.